# Naturwald Buchenwälder in der südlichen Frankenalb
Der Naturwald Buchenwälder in der südlichen Frankenalb ist ein Naturwald in der Fränkischen Alb, der sich über eine Fläche von etwa 1079 Hektar erstreckt. Er befindet sich in den Stadtgebieten von Riedenburg und Kelheim, im Markt Essing sowie in der Gemeinde Ihrlerstein im niederbayerischen Landkreis Kelheim, zwischen den Orten Deising und Kelheim. Ausgewiesen im Jahr 2020 zählt der Naturwald zu den größten und bedeutendsten Schutzgebieten Bayerns.

## Geographische Lage
Das Schutzgebiet liegt im Mittelgebirge Fränkische Alb sowie im Naturpark Altmühltal. Der Naturwald umfasst mehrere kleinere bis mittelgroße Teilflächen. Die nördliche Teilfläche liegt westlich des Ortes Deising, an der Grenze zum Regierungsbezirk Oberpfalz. Die Hauptfläche erstreckt sich zwischen Weltenburg und Kelheim. Weitere Flächen des Naturwaldes befinden sich unter anderem bei Essing, Altessing, Riedenburg sowie Gronsdorf. Das Gebiet teilt sich auf zwei FFH-Gebiete auf: Trockenhänge im unteren Altmühltal mit Laaberleiten und Galgenta sowie Weltenburger Enge und Hirschberg und Altmühlleiten. Zudem ist der Naturwald Buchenwälder in der südlichen Frankenalb Teil des Vogelschutzgebiets Felsen und Hangwälder im Altmühl-, Naab-, Laber- und Donautal. Durch das Großschutzgebiet fließen die Donau sowie der Main-Donau-Kanal.

## Schutzstatus und Einordnung
Abgesehen von notwendigen Maßnahmen des Waldschutzes und der Verkehrssicherung findet in Naturwaldreservaten und Naturwäldern keine Bewirtschaftung und keine Holzentnahme statt. Im Rahmen des Volksbegehren „Artenvielfalt & Naturschönheit in Bayern“ 2019 kündigte die Bayerische Staatsregierung an, 10 % des Staatswaldes aus der Nutzung zu nehmen. Als Teil dieser Maßnahme wurde dieser Wald als Schutzgebiet ausgewiesen. Bereits vor der Ausweisung als Naturwald waren Teile dieses Gebietes als Naturwaldreservat ausgewiesen. 
Der Naturwald Buchenwälder in der südlichen Frankenalb ist Teil der bundesweiten Flächenkulisse der natürlichen Waldentwicklung und trägt zum Ziel langfristig fünf Prozent der Wälder aus der Nutzung zu nehmen, bei. International lässt sich das Gebiet schwierig einordnen, da das Gebiet nicht an die IUCN gemeldet und wahrscheinlich auch nicht deren Größenkriterien erfüllt. Der Naturwald ist aber ein theoretisches Potenzialgebiet für ein Wildnisgebiet der Kriterien des Bundesamtes für Naturschutz, da das Schutzgebiet Teil eines großflächigen Waldgebietes ist.

## Charakteristik
Der Hienheimer Forst ist durch die enge Verknüpfung von Flussufern, Felsformationen und Waldgebieten geprägt. Diese Verbindung schafft ein vielfältiges Ökosystem mit abwechslungsreichen Standortbedingungen und einer Vielzahl von Waldgesellschaften. Besonders bemerkenswert ist die Einbindung wertvoller Offenlandlebensräume wie Kalk-Schutthalden, Kalkfelsen, Höhlen und ihrer charakteristischen Vegetation in die Waldflächen. Der Naturwald beheimatet verschiedene typische Waldlebensräume wie Waldmeister-Buchenwälder, Waldgersten-Buchenwälder, Hainsimsen-Buchenwälder, Orchideen-Buchenwälder mit Buchenkrüppelwäldern, Schlucht-, Block- und Hangwälder sowie Labkraut-Eichen-Hainbuchenwälder mit Eichentrockenwäldern. 
Die Artenvielfalt im Hienheimer Forst ist außerordentlich hoch, mit bemerkenswerten Vorkommen einzelner Arten. Etwa 250 Arten, die im Teilgebiet des Hienheimer Forsts nachgewiesen wurden, stehen unter besonderem oder strengem Schutz gemäß dem Bundesnaturschutzgesetz. Darunter fallen z. B. Waldfledermäuse, insbesondere die Bechsteinfledermaus, von der hier außergewöhnlich hohe Populationsdichten festgestellt wurden. Weitere charakteristische Arten umfassen das Große Mausohr, die Mopsfledermaus, den Schwarzspecht, den Kolkolkraben, verschiedene Spechtarten wie Grau-, Grün-, Bunt- und Mittelspecht, den Uhu, den Raufußkauz, den Wanderfalken, den Rotmilan, die Gelbbauchunke, die Zauneidechse, die Schlingnatter, seltene Landschneckenarten, verschiedene Tagfalter, holzbewohnende Käfer sowie weitere seltene Insektenarten. Zusätzlich sind im Hienheimer Forst die Donau-Mehlbeere (eine weltweit nur in dieser Umgebung vorkommende Pflanzenart), die Eibe, Orchideen, das Dreimännige Zwerglungenmoos und andere seltene Moosarten zu finden.

## Naturwaldreservate und Naturschutzgebiete
Teil des Großschutzgebiets sind unter anderem die Naturwaldreservate Klamm, Hammerleite, Bruckschlägelleite, Donauhänge sowie das Naturwaldreservat Platte. Diese Gebiete waren bereits vor der Ausweisung des Naturwaldes unter Schutz gestellt. Im Naturwaldreservat Klamm, das 1978 als Schutzgebiet ausgewiesen wurde, kommt die seltene Art Eibe vor, die sich in den Buchenwäldern wohlfühlt. Der Holzvorrat beträgt laut Untersuchungen 464 Festmeter pro Hektar. Ebenfalls im Naturwald liegt das Naturwaldreservat Hammerleite, das ebenfalls 1978 ausgewiesen wurde. Die dominierende Baumart ist die Esche. Die Größe des Gebiets beträgt knapp 29 Hektar. 
Beim 43,19 Hektar großen Naturwaldreservat Bruckschlägelleite handelt es sich um einen Buchen-Fichten-Wald. Das Gebiet wurde ebenfalls 1978 ausgewiesen. Auch das Naturwaldreservat Donauhänge liegt innerhalb des Naturwaldes Buchenwälder in der südlichen Frankenalb. Das Reservat liegt im südlichen Teil des Naturwaldes direkt an der Donau. Hierbei handelt es sich um einen edellaubbaumreichen Buchenwald mit Nadelbäumen. Das Reservat Platte grenzt direkt nördlich an das Naturwaldreservat Donauhänge an und beinhaltet Buchenwälder mit Eiche. Des Weiteren liegen im Naturwald die Naturschutzgebiete Klamm und Kastlhäng, Schloss Prunn sowie das Naturschutzgebiet Weltenburger Enge, Hirschberg und Altmühlleiten, das zu den größten Naturschutzgebieten Bayerns gehört.